# Виндермир (Флорида)
Виндермир (енгл. Windermere) град је у америчкој савезној држави Флорида. По попису становништва из 2010. у њему је живело 2.462 становника.

## Демографија
Према попису становништва из 2010. у граду је живело 2.462 становника, што је 565 (29,8%) становника више него 2000. године.
| Група             | 2000.         | 2010.         |
| Белци             | 1.758 (92,7%) | 2.204 (89,5%) |
| Афроамериканци    | 24 (1,3%)     | 35 (1,4%)     |
| Азијати           | 38 (2,0%)     | 73 (3,0%)     |
| Хиспаноамериканци | 67 (3,5%)     | 125 (5,1%)    |
| Укупно            | 1.897         | 2.462         |